# Rezerwat przyrody Choreszat zakkum Kefar Ruppin
Rezerwat przyrody Choreszat zakkum Kefar Ruppin (hebr. שמורת חורשת זקום כפר רופין, Szemurat Choreszat zakkum Kefar Ruppin) – rezerwat przyrody chroniący zespół leśny drzew balsamowych w Dolinie Jordanu na północy Izraela. Leży w sąsiedztwie kibucu Kefar Ruppin, od którego wziął swoją nazwę.

## Położenie
Rezerwat przyrody jest położony w depresji Doliny Jordanu na północy Izraela. Leży na wschód od kibucu Kefar Ruppin i zajmuje powierzchnię prawie 34 hektarów przygranicznego terenu przy rzece Jordan, którą przebiega granica jordańsko-izraelska.

## Rezerwat przyrody
W rejonie Doliny Jordanu znajdują się skupiska drzew balsamowych. Drzewo to występuje głównie w Afryce oraz na Bliskim Wschodzie, chociaż tutejsze stanowisko uznawane jest za najbardziej wysunięte na północ miejsce występowania drzew balsamowych (pojedyncze drzewa rosną jeszcze bardziej na północ przy kibucu Geszer). W celu ich ochrony, w 1968 roku utworzono Rezerwat przyrody Choreszat zakkum Ma’oz Chajjim. W styczniu 1971 roku utworzono położony bardziej na południu Rezerwat przyrody Choreszat zakkum Kefar Ruppin. Jest on nazywany gajem balsamowców Kefar Ruppin. Dodatkowo rosną tutaj także nieliczne palestyńskie dęby, a także roślinność trawiasta.
Obecnie trwa planowanie nowego większego rezerwatu przyrody, który objąłby swoim zasięgiem obszar badlands i osadowych skał marglowych wzdłuż rzeki Jordan. Rezerwat gaju balsamowców przy Kefar Ruppin byłby wówczas ścisłym rezerwatem przyrody położonym wewnątrz tego większego rezerwatu.

## Turystyka
Teren rezerwatu jest znajduje się w zamkniętej strefie przygranicznej i z tego powodu nie ma możliwości zwiedzania go.